# Assaf

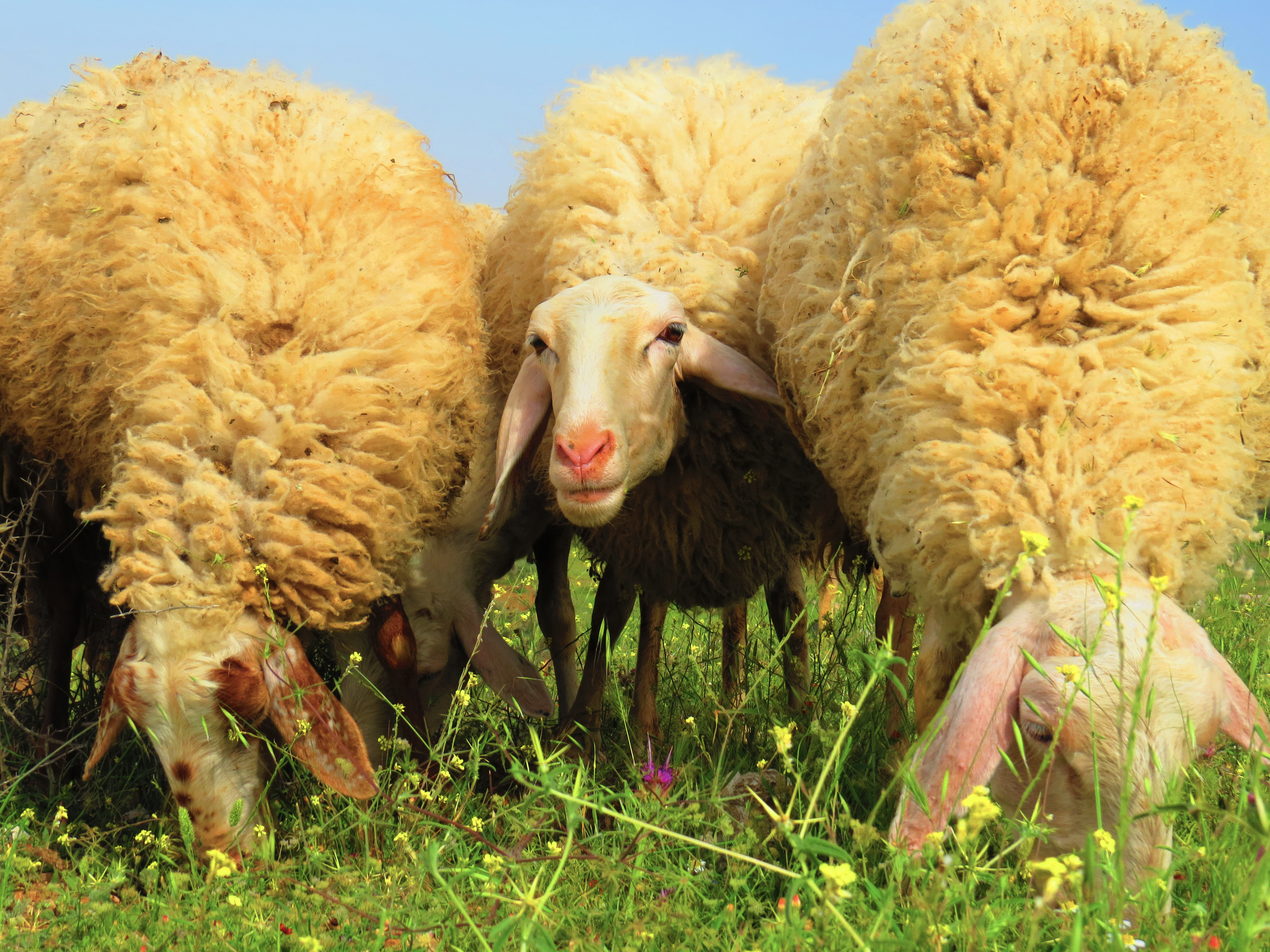
Assaf in Zuid Hebron

Het schapenras Assaf is een kruising tussen de rassen Awassi (5/8e deel) en het Duitse Melkschaap (3/8e deel). In Israël zijn deze rassen zo'n 50 jaar geleden gekruist met de bedoeling een melkschaap te ontwikkelen dat robuust genoeg was voor die regio's. Het Nederlands/Duitse melkschaap wordt namelijk niet zo oud in de mediterrane landen. Deze schapen zijn naar Spanje en Portugal geëxporteerd voor het produceren van schapenkaas. Portugal importeerde 6.854 dosis ingevroren sperma en 206 embryo's in 1991 en 1992. Spanje importeerde 430 lammeren en 4.000 dosis sperma tussen 1977 en 1993. In deze landen is Assaf op dit moment het dominantste melkschaap met meer dan 1.2 miljoen raszuivere en kruising ooien.